# 15522 Trueblood
15522 Trueblood eller 1999 XX136 är en asteroid i huvudbältet som upptäcktes den 14 december 1999 av den amerikanske astronomen Charles W. Juels vid Fountain Hills-observatoriet. Den är uppkallad efter Mark Trueblood.